# Stade de l'Amitié
Het Stade de l'Amitié (volledige naam: Stade de l’amitié de Kouhounou) is een multifunctioneel stadion in Cotonou, Benin. Het stadion wordt vooral gebruikt voor voetbalwedstrijden, maar er kunnen ook atletiekwedstrijden georganiseerd worden. In het stadion kunnen 35.000 toeschouwers.